# The Fader
The Fader，這本雜誌由Cornerstone Agency於1999年創立，是羅伯·史東和喬恩·寇恩創立的營銷和公共關係公司的延伸。該雜誌報導音樂、風格和文化。

## 歷史
這本雜誌由The Fader Media集團擁有，該集團還包括其網站thefader.com、Fader電影、Fader廠牌和Fader電視。它是第一個在iTunes上發布的印刷出版物。
這本雜誌在德克薩斯州奧斯汀市舉辦每年一次的僅限受邀參加的活動Fader Fort，該活動在西南偏南音樂節期間舉行。自2001年成立以來，這個為期四天的派對以現場表演為特色。Fader Fort NYC則是在每年CMJ音樂馬拉松期間舉辦的派對。

### 慈善
2023年，這本雜誌宣布了《FADER and Friends Vol. 1》，這是一個由44位藝術家翻唱44首歌曲的合集，旨在為跨性別權利組織籌集資金。

## 外部連結
- 官方網站 （页面存档备份，存于）